# Välijärvi (sjö i Norra Österbotten)
Välijärvi är en sjö i Finland. Den ligger i kommunen Kuusamo i landskapet Norra Österbotten, i den nordöstra delen av landet, 700 km norr om huvudstaden Helsingfors. Välijärvi ligger 253 meter över havet. Den är 11,1 meter djup. Arean är 2,85 kvadratkilometer och strandlinjen är 18,94 kilometer lång. Sjön  ingår i Kems huvudavrinningsområde. 